# LW-08

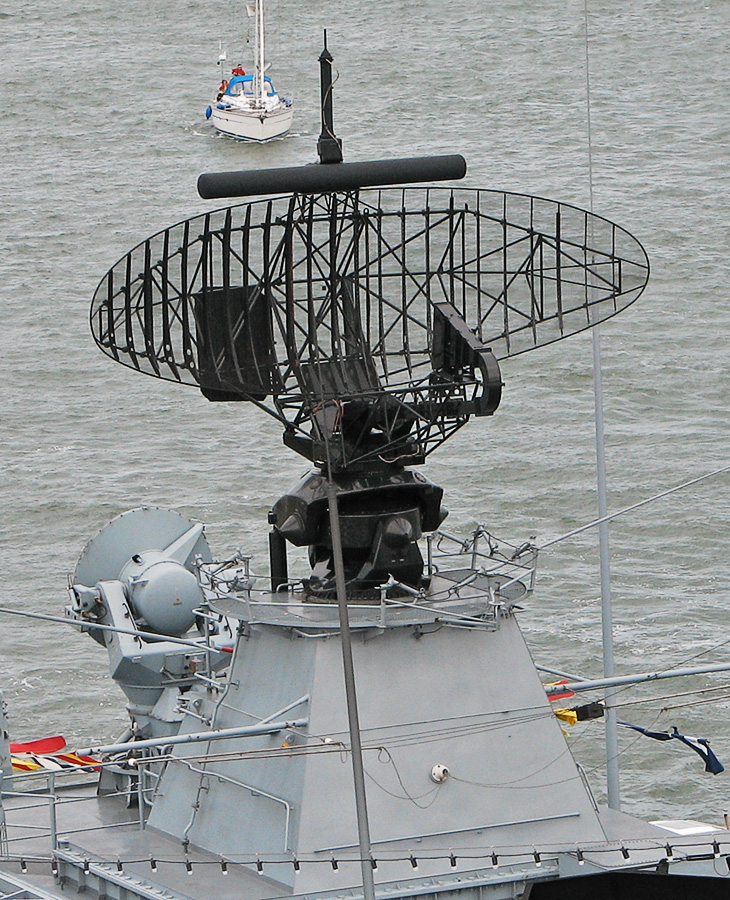
독일 프리깃의 안테나 LW 08 메 클렌 부르크 - 포어 포메 른

LW-08은 탈레스사가 개발한 2차원 해상 레이더다. 270Km 떨어진 항공기를 탐지할 수 있는 대공 레이더로, 독일, 네덜란드, 그리스 함정에 탑재되어 있다.

## 제원
- 제조국가 :  네덜란드
- 종류: 2차원 대공 레이더
- 탐지거리 : 270km
- 밴드 종류: D 밴드

### 레이더 탐지거리
- 스텔스 미사일 목표물 : 100Km
- RCS 2m2 표적 : 260Km

| RCS  | LW-08 |
| ---- | ----- |
| 1m2  | 240km |
| 2m2  | 260km |
| 5m2  | 290km |
| 10m2 | 370km |

## 사용 국가
- 네덜란드
- 독일
- 그리스

## 같이 보기
- 레이다 목록
- MW-08
- SMART-L